# Sun Goes Down (песня Давида Гетта и Showtek)
«Sun Goes Down» — песня французского продюсера Давида Гетта и голландского дуэта Showtek, при участии канадской регги-фьюжн-группы MAGIC! и голландского певца Сонни Уилсона. Это второе сотрудничество Гетта с Showtek после песни «Bad», и второго сотрудничество Showtek и Сонни Уилсона после песни «Booyah». Она была выпущена как пятый сингл альбома Гетта Listen.

## Список композиций
Digital Remixes EP
1. "Sun Goes Down" (Extended) – 4:18
2. "Sun Goes Down" (Summer Remix) – 4:11
3. "Sun Goes Down" (Eva Shaw Remix) – 4:17
4. "Sun Goes Down" (Hugel Remix) – 4:33
5. "Sun Goes Down" (Tom & Jame Remix) – 5:00
6. "Sun Goes Down" (Brooks Remix) – 4:21

## Чарты

### Недельные чарты
| Чарт (2015–16)                             | Высшая позиция |
| ------------------------------------------ | -------------- |
| Бельгия/Фландрия (Ultratip Bubbling Under) | 16             |
| Бельгия/Валлония (Ultratip Bubbling Under) | 2              |
| Чехия (Rádio — Top 100)                    | 79             |
| Франция (SNEP)                             | 37             |
| Германия (GfK)                             | 67             |
| Венгрия (Dance Top 40)                     | 21             |
| Венгрия (Single Top 40)                    | 16             |
| Mexico Anglo (Monitor Latino)              | 20             |
| Польша (Polish Airplay Top 100)            | 38             |
| Польша (Dance Top 50)                      | 8              |

### Годовые чарты
| Чарт (2016)            | Позиция |
| ---------------------- | ------- |
| Hungary (Dance Top 40) | 89      |

## История релиза
| Регион | Дата             | Формат              | Лейбл                   |
| ------ | ---------------- | ------------------- | ----------------------- |
| Мир    | 31 июля 2015     | Цифровое скачивание | What a Music Parlophone |
| Италия | 11 сентября 2015 | Mainstream radio    | Parlophone              |